# Imilius Josinus Willem Hendrik van Andringa de Kempenaer
Jonkheer Imilius Josinus Hendrik Willem van Andringa de Kempenaer (Huis Oostenburg, Sint Annaparochie, 2 maart 1844 - Leeuwarden, 3 september 1895) was een lokaal en provinciaal bestuurder in Friesland.
De Kempenaer was een telg uit het geslacht De Kempenaer en een zoon van bestuurder jhr. Tjaard Anne Marius Albert van Andringa de Kempenaer (1806-1870) en Amelia Gerardina de Schepper (1813-1906). Hij trouwde in 1867 met Sjoukje Jacoba Dodonea Cats (1847-1931), telg uit het geslacht  Cats met wie hij zeven kinderen kreeg. In 1869 werd hij burgemeester van Ferwerderadeel wat hij tot 1879 zou blijven. In de periode 1875 tot 1883 was hij tevens lid van Provinciale Staten van Friesland.
Twee van hun schoonzonen werden ook burgemeester: Gerrit Nicolaas de With en jhr. Berend Eekhout.